# Äbilghasy Qussajynow

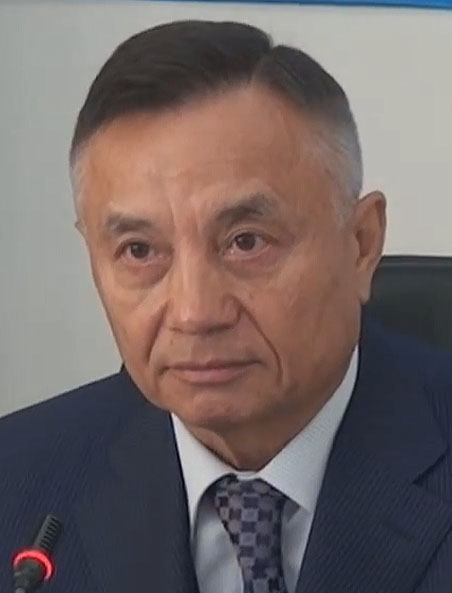
Äbilghasy Qussajynow, 2012

Äbilghasy Qaliaqparuly Qussajynow (kasachisch Әбілғазы Қалиақпарұлы Құсайынов, russisch Абельгази Калиакпарович Кусаинов Abelghasi Kaliakparowitsch Kussainow; * 6. Februar 1952 in Maiosek, Kasachische SSR) ist ein kasachischer Politiker.

## Leben
Äbilghasy Qussajynow wurde im Dorf Maiosek in der Oblast Karaganda geboren. Er studierte am Polytechnischen Institut in Karaganda, wo er 1981 einen Abschluss als Maschinenbauingenieur machte. 1992 machte er einen weiteren Abschluss an der Russischen Akademie für Management in Politologie.
Qussajynow arbeitete zuerst in der Industrie als Arbeiter im Kohlerevier Karabass in der Nähe von Karaganda. Ab 1980 war er auch politisch aktiv. So war er Ausbilder und Leiter des Bezirksparteikomitees, erster stellvertretender Vorsitzender des Vorstandes des Distriktkomitees des Rates der Volksdeputierten des Kreises Kirow, erster Sekretär des Bezirksparteikomitees der Stadt Karaganda und zweiter Sekretär des Regionalkomitees der Kommunistischen Partei Kasachstans in Karaganda. Von 1991 bis 1995 war er Vorsitzender des Staatlichen Regionalkomitees für Preisgestaltung und Wettbewerbspolitik der Region Karaganda. Im Dezember 1995 wurde er zum Abgeordneten im kasachischen Senat ernannt, wo er Mitglied des Ausschusses für Gesetzgebung und Rechtsreform sowie stellvertretender Vorsitzender des Senates war. Anschließend war er von 1999 bis 2001 stellvertretender Minister für Verkehr und Kommunikation und bis März 2002 Vorsitzender des Ausschusses für Straßen im Ministerium für Verkehr und Kommunikation. Von März bis September 2002 bekleidete er den Posten des stellvertretenden Ministers für Wirtschaft und Handel und dann bis Juni 2003 den Posten des stellvertretenden Ministers für Industrie und Handel. Zwischen 2002 und 2003 war er zudem Mitglied des Aufsichtsrates von Kasachstan Temir Scholy. Von Juni 2003 bis August 2005 war er Vorsitzender des Ausschusses für Normung, Metrologie und Zertifizierung sowie Vorsitzender des Ausschusses für technische Regulierung und Metrologie im Ministerium für Industrie und Handel. Danach war er erneut erster stellvertretender Minister für Industrie und Handel, bevor er ab Ende Oktober 2007 den Posten eines Sekretärs in diesem Ministerium innehatte. Am 3. März 2009 wurde Qussajynow dann zum Minister für Verkehr und Kommunikation im Kabinett von Kärim Mässimow ernannt. Er blieb Mitglied der kasachischen Regierung bis April 2011 und wurde anschließend Äkim (Gouverneur) des Gebietes Qaraghandy. Seit Januar 2013 ist er Vorsitzender der Föderation der Gewerkschaften Kasachstans.
Er trat als unabhängiger Kandidat bei der kasachischen Präsidentschaftswahl 2015 an. Mit einem Ergebnis von nur 0,6 Prozent der Stimmen landete er auf dem dritten und letzten Platz.